# بابا نوئل داره میاد به شهرمون
«بابا نوئل داره میاد به شهرمون» (انگلیسی: Santa Claus Is Comin' to Town) یک ترانه کریسمس نوشته جان فردریک کوتز و هیون گلسپی است. اولین نسخه ضبط شده از این آهنگ توسط بانجیست هری رزر و گروهش در ۲۴ اکتبر ۱۹۳۴ بود. سپس در نوامبر ۱۹۳۴ در نمایش رادیویی ادی کانتور خوانده شد. این ترانه توسط بیش از ۲۰۰ هنرمند از جمله بینگ کرازبی، ماریا کری، نیل دایمند، فرانک سیناترا، بروس اسپرینگستین، بیل ایوانز، کریس آیزاک، تمپتیشنز، مایکل بوبله و جکسون فایو ضبط شده‌است.